# شهرستان سیونینگ (هونان)
شهرستان سیونینگ (به انگلیسی: Suining County) یک شهرستان در چین است که در شاویانگ واقع شده‌است.